# تپه هرزندات عتیق
تپه هرزندات عتیق مربوط به سده‌های میانه و متاخر دوران‌های تاریخی پس از اسلام است و در شهرستان مرند، بخش مرکزی، دهستان هرزندات شرقی، روستای هرزندات عتیق واقع شده و این اثر در تاریخ ۲۷ اسفند ۱۳۸۶ با شمارهٔ ثبت ۲۲۲۸۶ به‌عنوان یکی از آثار ملی ایران به ثبت رسیده است.